# Семёновка (Томская область)
Семёновка — село в Зырянском районе Томской области, Россия. Входит в состав Зырянского сельского поселения.

## География
Село располагается на северо-западе Зырянского района, на берегу реки Яя. По реке проходит административная граница с Асиновским районом. В нескольких километрах северо-восточнее проходит граница с Первомайским районом. С юга мимо Семёновки проходит автомобильная трасса, соединяющая Больше-Дорохово с Тегульдетом транзитом через Зырянское. С северо-востока к селу вплотную примыкает болото Челбак.

## Население
| 1926 | 2002 | 2010 | 2012 | 2013 | 2014 | 2015 |
| ---- | ---- | ---- | ---- | ---- | ---- | ---- |
| 1320 | ↘690 | ↘564 | ↘541 | ↗553 | ↘541 | ↘529 |
| 2016 | 2021 |      |      |      |      |      |
| ↘498 | ↘478 |      |      |      |      |      |

## Социальная сфера и экономика
В посёлке есть фельдшерско-акушерский пункт, средняя общеобразовательная школа, Дом культуры и библиотека. 
Основа местной экономической жизни — сельское хозяйство и розничная торговля.

## Известные жители и уроженцы
- Пищулин, Андриан Абрамович — участник Великой Отечественной войны, Герой Советского Союза.